# Municipio de Prairie (condado de Schuyler)
El municipio de Prairie (en inglés: Prairie Township) es un municipio ubicado en el condado de Schuyler en el estado estadounidense de Misuri. En el año 2010 tenía una población de 1119 habitantes y una densidad poblacional de 6,14 personas por km².

## Geografía
El municipio de Prairie se encuentra ubicado en las coordenadas 40°25′46″N 92°34′57″O / 40.42944, -92.58250. Según la Oficina del Censo de los Estados Unidos, el municipio tiene una superficie total de 182.37 km², de la cual 182,04 km² corresponden a tierra firme y (0,18 %) 0,33 km² es agua.

## Demografía
Según el censo de 2010, había 1119 personas residiendo en el municipio de Prairie. La densidad de población era de 6,14 hab./km². De los 1119 habitantes, el municipio de Prairie estaba compuesto por el 98,57 % blancos, el 0,45 % eran amerindios, el 0,09 % eran asiáticos, el 0,27 % eran de otras razas y el 0,63 % eran de una mezcla de razas. Del total de la población el 0,98 % eran hispanos o latinos de cualquier raza.